# Manuel Ruiz Maya
Manuel Ruiz Maya (Espiel, 15 de abril de 1888-Córdoba, 16 de agosto de 1936) fue un médico y político español. Durante el periodo de la Segunda República ejerció diversos cargos, como gobernador civil de Almería o director general de Prisiones. Persona destacada del republicanismo cordobés, sería fusilado tras el comienzo de la guerra civil española.

## Biografía
Hijo de Fabián Ruiz Briceño, abogado y juez de instrucción, también magistrado y presidente de la Audiencia, y de Adelaida Maya Arévalo, de origen navarro, persona religiosa y de cultura literaria. Médico cordobés formado en la Universidad de Granada, licenciado en 1910. Inició su actividad profesional trabajando para la Compañía Minera de Cerro Muriano, donde conoció la terrible situación de trabajo de los mineros, con los que se solidarizó y por lo que hubo de dimitir al año. 
Después de ocupar otros destinos se doctoró en la Universidad Central de Madrid en 1913 con una tesis sobre medicina legal.
Tras obtener el título de maestro nacional, ejerce como tal hasta 1919 cuando regresa a la medicina en el Hospital de Agudos de Córdoba. Es entonces cuando publica sus primeros trabajos sobre la necesidad de reforma del sistema de atención psiquiátrica. Fue nombrado primer director del Hospital Psiquiátrico de Córdoba en el año 1927, que él había alentado a crear. Al mismo tiempo, dirigió la revista el Ideal Médico, que, con diversas cabeceras, se editó hasta 1931. 
Estrechamente vinculado con los estudios de la psiquiatría, publicó más de doscientos trabajos, el más notable y el que tuvo una mayor repercusión en el ámbito médico fue Psiquiatría Penal y Civil (1930). También tradujo obras científicas de neuropsiquiatría. Escribió igualmente novelas como Los libertadores del campo, Los incultos y El loco de la mezquita, además de relatos breves y ensayos.
En el ámbito político y sindical, desde su primer trabajo en Cerro Muriano, se sintió vinculado con los más desfavorecidos. Fue dirigente del Partido Republicano Radical Socialista (PRRS) y fundador del mismo en Córdoba en 1929. Trabó conocimiento con Blas Infante, Álvaro Albornoz y Marcelino Domingo, entre otros. Fue el encargado de proclamar, el 14 de abril de 1931, la llegada de la Segunda República desde la plaza de las Tendillas. Su valía y republicanismo le permitieron ocupar cargos como director general de prisiones con Manuel Azaña y gobernador civil de Almería desde el 17 de abril hasta el 13 de junio de 1931. También fue uno de los miembros integrantes del equipo ministerial que redactó el nuevo Reglamento de Prisiones, junto a Victoria Kent y Luis Jiménez de Asúa.
Se retiró de la actividad política en 1934 y de la médica en 1935, debiendo jubilarse por problemas de salud. Detenido por los sublevados tras el golpe de Estado que dio lugar a la Guerra Civil, fue apresado el 14 de agosto de 1936 y fusilado dos días después.
Fue miembro de la Real Academia de Ciencias, Bellas Letras y Nobles Artes de Córdoba.